# Tyrese Haliburton
Tyrese Haliburton (Oshkosh, 29 februari 2000) is een Amerikaans basketballer die speelt als point guard.

## Carrière
Haliburton speelde collegebasketbal voor de Iowa State Cyclones voordat hij zich in 2020 kandidaat stelde voor de NBA Draft. Hij werd als twaalfde gekozen door de Sacramento Kings. Hij maakte zijn NBA-debuut op 23 december tegen de Denver Nuggets. Ondanks een blessure op het einde van het seizoen 2020/21 werd Haliburton derde in de verkiezing van NBA Rookie of the Year en werd hij gekozen voor het NBA All-Rookie Team.
Op 8 februari 2022 werd hij samen met Buddy Hield en Tristan Thompson geruild naar de Indiana Pacers voor Justin Holiday, Jeremy Lamb en Domantas Sabonis en een draft pick. Ook bij Indiana werd Haliburton meteen ingezet als basisspeler. Tijdens het seizoen 2022/23 kon Haliburton zich steeds verder ontwikkelen met een eerste selectie voor de NBA All-Star Game als gevolg. Op 6 maart 2023 liet Haliburton in een overwinning tegen de Philadelphia 76ers 39 punten en 16 assists optekenen. Hiermee werd hij de eerste speler in de geschiedenis van Indiana met meer dan 30 punten en meer dan 15 assists tijdens één wedstrijd. Haliburton eindigde het seizoen met een gemiddelde van 20,7 punten en 10,4 assists per wedstrijd. Hiermee werd hij de 15e speler in de NBA-geschiedenis met een gemiddelde van meer dan 20 punten en meer dan 10 assists. 
Op 1 juli 2023 tekende Haliburton een verlenging voor 5 jaar bij de Indiana Pacers, een contract met een waarde van 260 miljoen dollar. Hiermee werd hij de best betaalde speler in de geschiedenis van de Pacers. Dezelfde dag werd Haliburton ook opgenomen in de selectie van de Amerikaanse nationale ploeg voor het WK in Japan, Indonesië en de Filipijnen. Het Amerikaanse team werd in de halve finales uitgeschakeld door Duitsland. In de wedstrijd om de derde plek verloor de Verenigde Staten ook van Canada en moesten zo vrede nemen met een vierde plaats.
Op 12 november 2023 liet Haliburton 25 punten en 17 assists optekenen tijdens een wedstrijd tegen Philadelphia 76ers. Hij werd zo de derde jongste speler uit de NBA-geschiedenis met meer dan 25 punten en meer dan 15 assists tijdens één wedstrijd zonder daarbij balverlies te hebben geleden. Enkel Allen Iverson en Chris Paul bereikten deze cijfers op jongere leeftijd. Twee dagen later, op 14 november 2023, was hij goed voor 33 punten, 15 assists en opnieuw zonder enig balverlies. Haliburton werd zo de 5e speler in de NBA-geschiedenis met meer dan 30 punten, meer dan 15 assists en geen balverliezen. Hiermee schaarde Haliburton zich naast John Stockton, Chris Paul, LeBron James en James Harden. In december 2023 liet hij in twee opeenvolgende wedstrijden meer dan 20 punten en meer dan 20 assists optekenen, een prestatie die in de NBA-geschiedenis enkel eerder werd gerealiseerd door John Stockton en Magic Johnson. Haliburton bleef de sterke prestaties doorzetten en werd zo opnieuw geselecteerd voor het NBA All-Star Game, dit keer wel als starter. Op het einde van het seizoen werd hij ook gekozen voor het All-NBA Third Team. Met Indiana kon hij zich voor de eerste keer kwalificeren voor de playoffs. Na winst in de eerste ronde tegen de Milwaukee Bucks en in de halve finale tegen de New York Knicks mochten de Pacers in de finale van de Eastern Conference tegen de Boston Celtics, de leider na de reguliere competitie. In deze finale verloor Indiana kansloos met 4-0 van de Celtics. Haliburton viel in deze finale in de tweede wedstrijd geblesseerd uit.
In het seizoen 2024/25 behaalde hij met de Pacers de NBA finals die gespeeld gingen worden tegen Oklahoma City Thunder. In de eerste wedstrijd, die gespeeld werd in de Paycom Center, stond Indiana in de laatste secondes met 108-110 achter, Haliburton maakte een winnende driepunter met nog maar 0,3 seconde op de klok en de Indiana Pacers wonnen zo de wedstrijd met 111-110. In de vijfde wedstrijd van de serie liep hij in de eerste kwart een kuitblessure op, ondanks zijn blessure bleef hij die wedstrijd spelen. Tot vlak voor de zesde wedstrijd was het onduidelijk of Haliburton kon spelen, coach Carlisli maakte vlak voor de wedstrijd dat hij de testen had doorstaan en zou gaan spelen zonder minutenristricties. Uiteindelijk speelde hij de zesde wedstrijd 23 minuten en was hij goed voor 14 punten, 6 assists en 2 steals. Indiana Pacers won de zesde wedstrijd en kwamen daarmee op een 3-3 stand en kwam er een zevende en beslissende wedstrijd. Haliburton begon aan de beslissende zevende wedstrijd maar viel na 7 minuten en 45 seconden geblesseerd uit en moest van het veld worden gedragen. Tijdens de wedstrijd liet het team weten dat hij niet meer terug kon keren in de wedstrijd. Een dag later werd hij geopereerd aan een gescheurde achillespees, door het herstel daarvan zou hij gehele seizoen 2025/26 moeten missen.

## Erelijst
- NBA All-Rookie First Team: 2021
- All-NBA Third Team: 2024
- NBA All-Star Game: 2023, 2024

## Statistieken
| Legenda | Legenda                | Legenda | Legenda                 | Legenda | Legenda               |
| ------- | ---------------------- | ------- | ----------------------- | ------- | --------------------- |
| WG      | Wedstrijden gespeeld   | WS      | Wedstrijden als starter | MPW     | Minuten per wedstrijd |
| FG%     | Fieldgoal-percentage   | 3P%     | Drie-punterpercentage   | VW%     | Vrije-worppercentage  |
| RPW     | Rebounds per wedstrijd | APW     | Assists per wedstrijd   | SPW     | Steals per wedstrijd  |
| BPW     | Blocks per wedstrijd   | PPW     | Punten per wedstrijd    | Vet     | Hoogste in carrière   |

### Regulier seizoen
| Seizoen  | Team             | WG  | WS  | MPW  | 2P%  | 3P%  | VW%  | RPW | APW   | SPW | BPW | PPW  |
| -------- | ---------------- | --- | --- | ---- | ---- | ---- | ---- | --- | ----- | --- | --- | ---- |
| 2020/21  | Sacramento Kings | 58  | 20  | 30,1 | 47,2 | 40,9 | 85,7 | 3,0 | 5,3   | 1,3 | 0,5 | 13,0 |
| 2021/22  | Sacramento Kings | 51  | 51  | 34,5 | 45,7 | 41,3 | 83,7 | 3,9 | 7,4   | 1,7 | 0,7 | 14,3 |
| 2021/22  | Indiana Pacers   | 26  | 26  | 36,1 | 50,2 | 41,6 | 84,9 | 4,3 | 9,6   | 1,8 | 0,6 | 17,5 |
| 2022/23  | Indiana Pacers   | 56  | 56  | 33,6 | 49,0 | 40,0 | 87,1 | 3,7 | 10,4  | 1,6 | 0,4 | 20,7 |
| 2023/24  | Indiana Pacers   | 69  | 68  | 32,2 | 47,7 | 36,4 | 85,5 | 3,9 | 10,9* | 1,2 | 0,7 | 20,1 |
| Carrière | Carrière         | 260 | 221 | 32,9 | 47,8 | 39,3 | 85,6 | 3,7 | 8,7   | 1,5 | 0,6 | 17,2 |
| All-Star | All-Star         | 2   | 1   | 20,5 | 75,0 | 70,0 | —    | 4,0 | 4,5   | 0   | 0   | 25,0 |